# Nordenskiøldøya
Nordenskiøldøya ou Nordenskiöldøya est une petite île du Svalbard située dans le détroit d'Hinlopen. Elle fait partie de l'archipel des Vaigattøyane. Elle est l'île la plus à l'ouest de l'archipel, et la quatrième plus importante en termes de superficie.
L'île est ainsi nommée en l'honneur de Adolf Erik Nordenskiöld, géologue et explorateur finlandais qui a mené plusieurs expéditions au Svalbard .
Le point culminant de l'île (91 m) n'est pas nommé.